# Kurt Sanderling

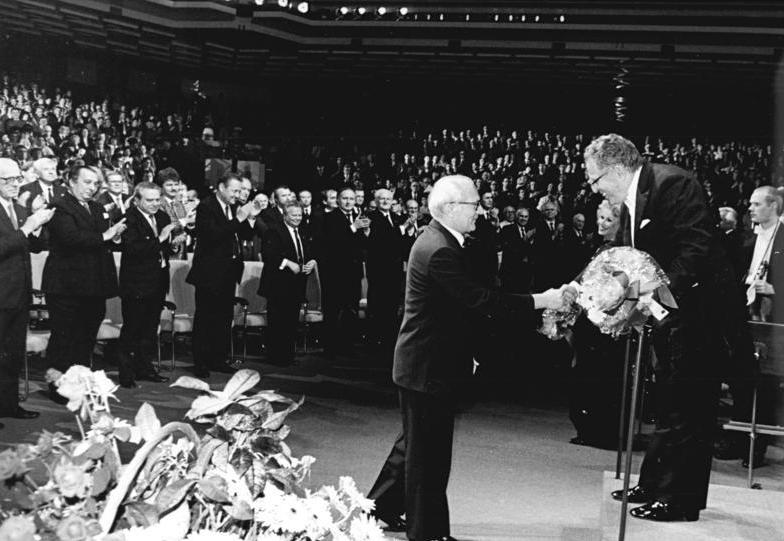
Kurt Sanderling und Erich Honecker während der 750-Jahr-Feier Berlins (1987)

Kurt Sanderling (* 19. September 1912 in Arys, Kreis Johannisburg, Ostpreußen; † 18. September 2011 in Berlin) war ein deutscher Dirigent.

## Leben
Kurt Sanderling war ein Sohn eines jüdischen Holzkaufmanns und der Renate Grebler (1893–), Schwester von Leo Grebler. Er besuchte die Schule in Königsberg und ab 1926 in Berlin, wo er das Abitur ablegte. Er wurde am Klavier und in Musiktheorie ausgebildet. Ab 1931 arbeitete er als Korrepetitor an der Städtischen Oper in Berlin-Charlottenburg. Nach der Machtübernahme der Nationalsozialisten im Jahr 1933 verlor er seine Anstellung und war bis 1935 für den Jüdischen Kulturbund tätig. 1935 wurde ihm die deutsche Staatsbürgerschaft aberkannt, und er emigrierte 1936 zu seinem in Moskau als deutscher Spezialist lebenden Onkel. Hier wurde er Korrepetitor beim Sinfonieorchester des Moskauer Rundfunks und 1937 dessen Dirigent (Chefdirigent Nikolai Golowanow). Sein Operndebüt gab er 1937 mit Mozarts Entführung aus dem Serail. 1940 bis 1942 war er Chefdirigent der Philharmonie Charkow in der Ukraine. Nach einem Gastspiel mit den Leningrader Philharmonikern wurde er neben Jewgeni Mrawinski zweiter Dirigent dieses Orchesters. Er übte dieses Amt von 1942 bis 1960 aus. Während der Belagerung Leningrads wurde er zusammen mit dem Orchester nach Nowosibirsk evakuiert.

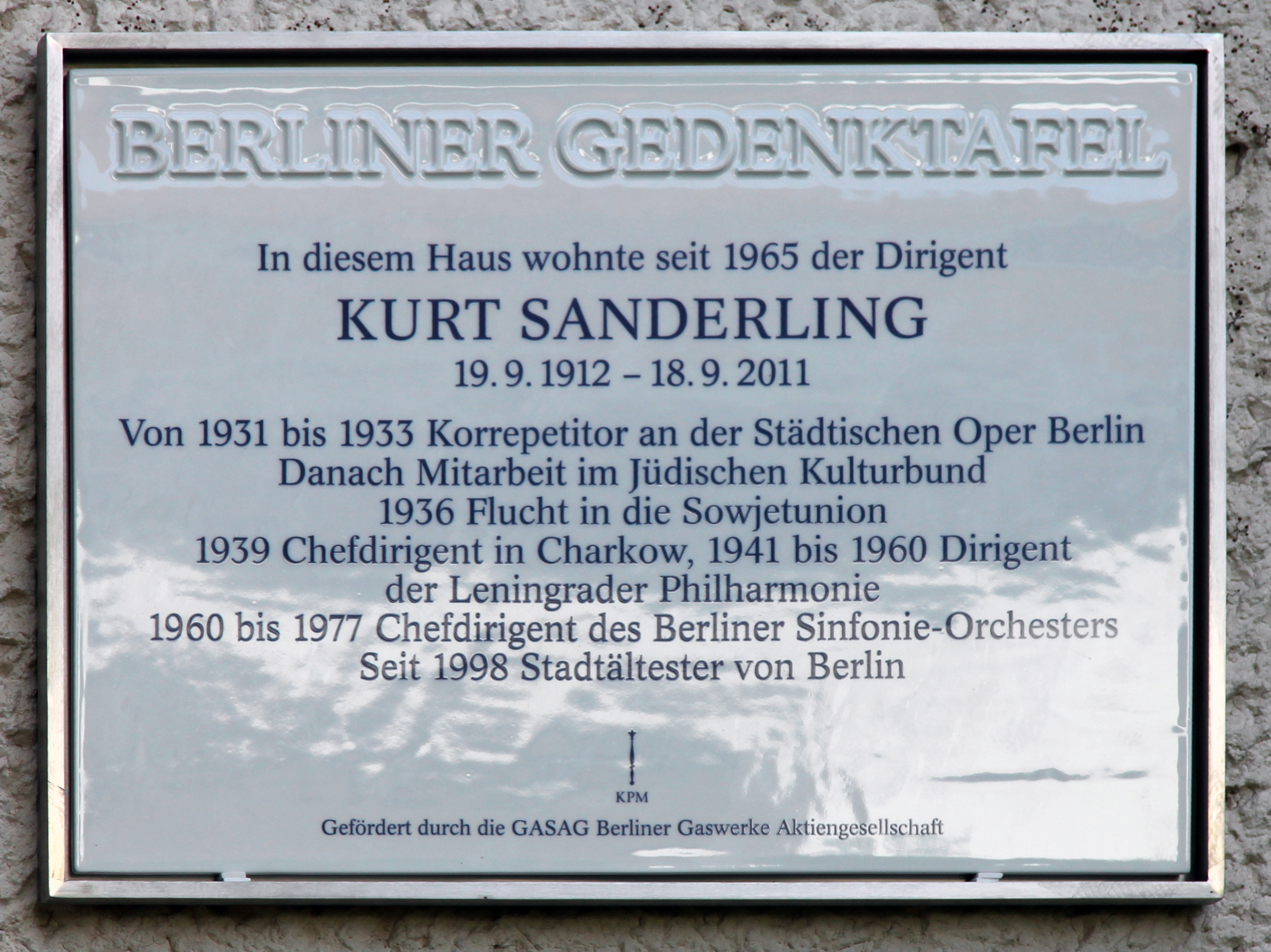
Gedenktafel Am Iderfenngraben 47 in Berlin-Niederschönhausen

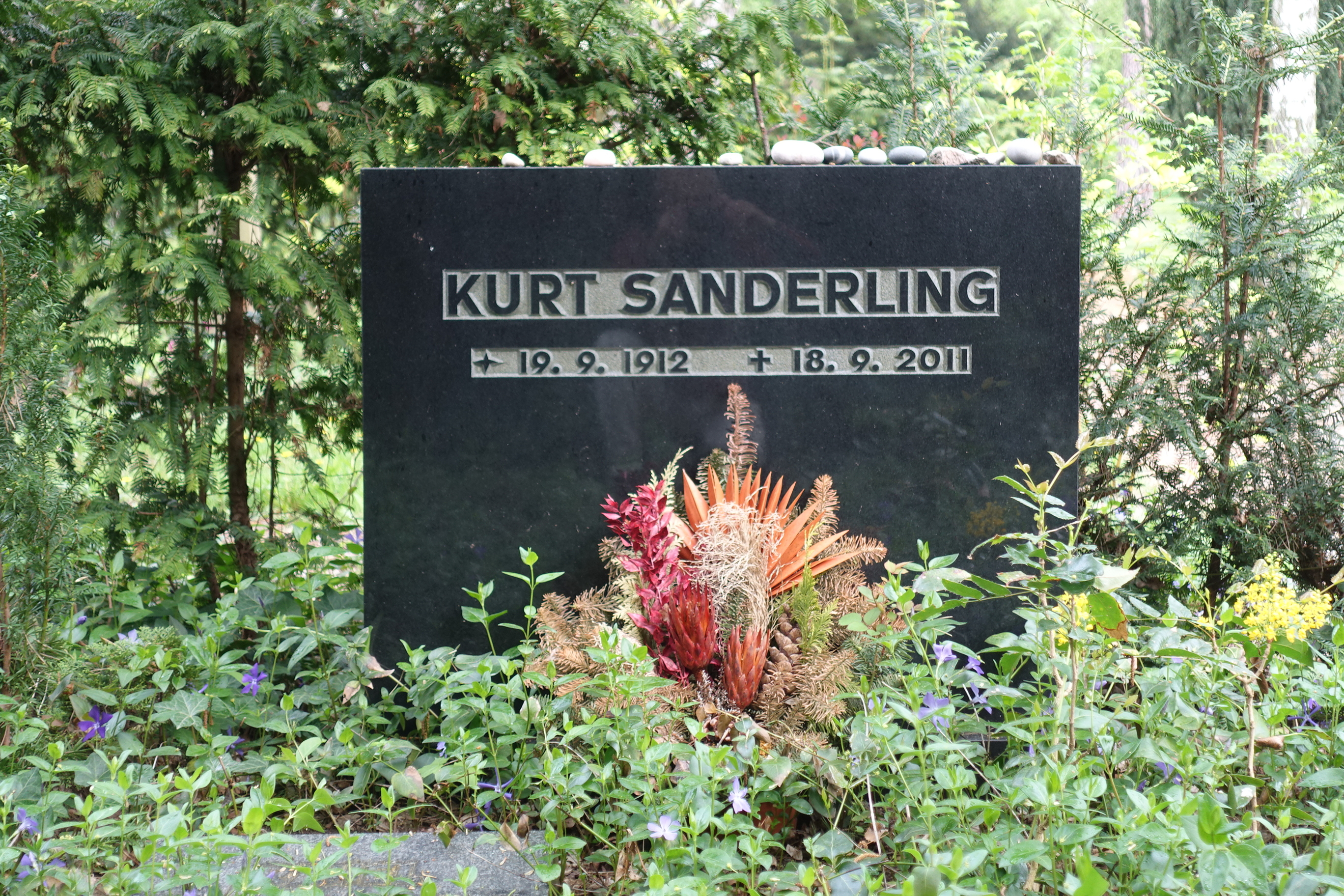
Grab auf dem Friedhof Pankow III

Nach seiner Rückkehr nach Ost-Berlin war Sanderling von 1960 bis 1977 Chefdirigent des Berliner Sinfonie-Orchesters. Gleichzeitig leitete er von 1964 bis 1967 die Sächsische Staatskapelle Dresden. Von 1994 bis 1998 war er Kuratoriumsmitglied des Berliner Schauspielhauses.
Sanderling war neben Günter Wand der letzte direkte Nachfahre der deutschen romantischen Schule, er hatte keinen Unterricht im Dirigieren. Er meinte, das Taktschlagen könne sich jeder in wenigen Stunden aneignen, dazu brauche er kein Studium. Die beste Schule sei noch immer die Praxis, nicht die Theorie.
Als Dirigent engagierte sich Sanderling für die Werke von Gustav Mahler, Johannes Brahms und Dmitri Schostakowitsch, mit dem er bis zu dessen Tod 1975 eine enge Freundschaft unterhielt. Auch wurde Sanderling als Interpret der Werke von Jean Sibelius bekannt. Außerdem brachte er u. a. Werke von Günter Kochan zur Uraufführung.
Die meisten von Sanderlings Familienmitgliedern sind ebenfalls Musiker: sein Sohn Thomas Sanderling, aus der ersten Ehe mit Nina Schey, ist Dirigent. Seit 1963 war Sanderling in zweiter Ehe mit der Kontrabassistin Barbara Sanderling verheiratet. Seine Söhne aus dieser Ehe sind der Dirigent Stefan Sanderling und der Cellist und Dirigent Michael Sanderling.
Kurt Sanderling starb am Tag vor seinem 99. Geburtstag. Er wurde auf dem Friedhof Pankow III beigesetzt.
Am 23. September 2016 wurde an seinem ehemaligen Wohnort in Berlin-Niederschönhausen, Am Iderfenngraben 47 eine Berliner Gedenktafel enthüllt.

## Zitate
„Sehen Sie, 1941, da war ich 29 Jahre alt und wurde Dirigent eines der bedeutendsten Orchester der Sowjetunion, der Leningrader Philharmonie. Das ist doch ein unglaublicher Glücksfall.“

## Diskografie
- Bach, Konzert für Klavier und Orchester Nr. 1 BWV1052, Staatliches Sinfonieorchester der UdSSR, Swjatoslaw Richter.
- Beethoven, Sinfonien 1–9, Philharmonia Orchestra, 1981.
- Beethoven, Sinfonien Nr. 6 Pastorale, WDR Sinfonieorchester Köln, 1985.
- Beethoven, Klavierkonzerte 1, 4, 5, Emil Gilels, Leningrader Philharmoniker, 1957.
- Beethoven, Klavierkonzert Nr. 3, Wiener Symphoniker, Svjatoslav Richter, 1963.
- Beethoven, Konzerte für Klavier und Orchester 1–5, Mitsuko Uchida, Symphonieorchester des Bayerischen Rundfunks, 1996–1999.
- Beethoven, Fantasie für Klavier, Chor und Orchester c-moll op. 80, Großes Rundfunk-Sinfonieorchester der UdSSR, Svjatoslav Richter.
- Beethoven, Rondo B-dur WoO 6, Wiener Symphoniker, Svjatoslav Richter, 1963.
- Borodin, Sinfonie Nr. 2 h-moll op. 5, Sächsische Staatskapelle Dresden, 1963.
- Brahms, Sinfonien 1–4, Sächsische Staatskapelle Dresden, 1971/72.
- Brahms, Sinfonien 1–4, Berliner Sinfonieorchester.
- Brahms, Konzert für Klavier und Orchester Nr. 1 d-moll op. 15, Hélène Grimaud, Staatskapelle Berlin, 1997.
- Brahms, Konzert für Violine, Violoncello und Orchester a-moll op. 102, Thomas Zehetmair, WDR Sinfonieorchester Köln, 1985.
- Bruckner, Sinfonie Nr. 3 d-moll, Gewandhausorchester Leipzig, 1965.
- Bruckner, Sinfonie Nr. 3 d-moll, BBC Northern Symphony Orchestra, 1978.
- Bruckner, Sinfonie Nr. 4 Es-Dur, Symphonieorchester des Bayerischen Rundfunks, 1994.
- Bruckner, Sinfonie Nr. 7 E-Dur, Radio-Sinfonieorchester Stuttgart des SWR, 1999.
- Chrennikow, Violinkonzert Nr. 1 C-Dur op. 14, Leonid Kogan, Leningrader Philharmoniker, 1967.
- Haydn, Sinfonie Nr. 82 C-Dur „Der Bär“, Berliner Philharmoniker, 1997.
- Mahler, Sinfonie Nr. 4 G-Dur, Felicity Lott, BBC Northern Symphony Orchestra, 1978.
- Mahler, Sinfonie Nr. 9 D-Dur, Berliner Sinfonieorchester, 1981.
- Mahler, Sinfonie Nr. 9 D-Dur, BBC Northern Symphony Orchestra, 1982.
- Mahler, Sinfonie Nr. 9 D-Dur, Philharmonia Orchestra, 1992.
- Mahler, Sinfonie Nr. 10 Fis-Dur, Berliner Sinfonieorchester, 1981.
- Mahler, Das Lied von der Erde, Birgit Finnilä, Peter Schreier, Berliner Sinfonieorchester, 1985.
- Rachmaninow, Sinfonie Nr. 1 op. 13, Leningrader Philharmoniker, 1959.
- Rachmaninow, Sinfonie Nr. 2 e-moll op. 27, Leningrader Philharmoniker, 1956.
- Rachmaninow, Sinfonie Nr. 2 e-moll op. 27, Leningrader Philharmoniker, 1989.
- Rachmaninow, Klavierkonzerte 1, 2, Swjatoslaw Richter, Leningrader Philharmoniker, 1945.
- Rachmaninow, Klavierkonzerte 1–4, Peter Rösel, Berliner Sinfonieorchester, 1982/81, 1990.
- Schostakowitsch, Sinfonie Nr. 1 f-moll op. 10, Berliner Sinfonieorchester, 1983.
- Schostakowitsch, Sinfonie Nr. 5 d-moll op. 46, Berliner Sinfonieorchester, 1984.
- Schostakowitsch, Sinfonie Nr. 6 h-moll op. 54, Berliner Sinfonieorchester, 1979.
- Schostakowitsch, Sinfonie Nr. 8 c-moll op. 65, Berliner Sinfonieorchester, 1977.
- Schostakowitsch, Sinfonie Nr. 10 e-moll op. 93, Berliner Sinfonieorchester, 1978.
- Schostakowitsch, Sinfonie Nr. 15 A-Dur op. 141, Berliner Sinfonieorchester, 1979.
- Schostakowitsch, Sinfonie Nr. 15 A-Dur op. 141, Berliner Philharmoniker, 1999.
- Franz Schubert, Sinfonie Nr. 8 h-moll Die Unvollendete, BBC Northern Symphony Orchestra, 1978.
- Sibelius, Sinfonien 1–7, Berliner Sinfonieorchester, 1977, 1975, 1971, 1979, 1972, 1976, 1979.
- Sibelius, Finlandia op. 26 Nr. 7, Berliner Sinfonieorchester, 1972.
- Szymanowski, Violinkonzert Nr. 1, Leningrader Philharmoniker, David Oistrach, 1959.
- Tschaikowski, Sinfonie Nr. 4 f-moll op. 36, Leningrader Philharmoniker, 1956.
- Tschaikowski, Sinfonie Nr. 4 f-moll op. 36, Berliner Sinfonieorchester, 1978.
- Tschaikowski, Sinfonie Nr. 5 e-moll op. 64, Berliner Sinfonieorchester, 1979.
- Tschaikowski, Sinfonie Nr. 6 h-moll op. 74, Berliner Sinfonieorchester, 1979.
- Tschaikowski, Capriccio Italien op. 45, Tokyo Metropolitan Symphony Orchestra, 1983.

## Auszeichnungen
- 1962: Nationalpreis der DDR II. Klasse für Kunst und Literatur
- 1971: Banner der Arbeit
- 1974: Nationalpreis der DDR I. Klasse für Kunst und Literatur
- 1987: Nationalpreis der DDR I. Klasse für Kunst und Literatur
- 1989: Arthur-Nikisch-Preis der Stadt Leipzig
- 1992: Deutscher Kritikerpreis, gemeinsam mit Günter Wand
- 1994: Großes Bundesverdienstkreuz
- 1998: Stadtältester von Berlin
- 2002: Ernst-Reuter-Plakette des Landes Berlin
- 2002: Commander of the British Empire

## Filme
- Seine Liebe zu Brahms. Kurt Sanderling unterrichtet die 4. Sinfonie. (Mit dem Radio-Sinfonieorchester Stuttgart des SWR) Dokumentation, 60 Min., ein Film von Norbert Beilharz, Erstausstrahlung: 2. November 2003, Inhaltsangabe des SWR
- Der Dirigent Kurt Sanderling. Ein Reisender durch ein Jahrhundert. Porträt, Deutschland, 2012, 43 Min., Buch und Regie: Elke Sasse, Produktion: sounding images, rbb, Erstausstrahlung: 18. September 2012 im rbb, Inhaltsangabe von rbb.